# Linia kolejowa nr 033 (Czechy)
Linia kolejowa nr 033 – jednotorowa, niezelektryfikowana linia kolejowa w Czechach. Łączy Starkoč i Václavice. w całości znajduje się na terytorium kraju hradeckiego.